# 木田三千雄
木田 三千雄（きだ みちお、1912年〈明治45年〉1月11日 - 1994年〈平成6年〉7月29日）は、日本の俳優。本名は同じ。
青森県黒石市出生、北海道出身。エヌ・エー・シーに所属していた。

## 来歴
札幌レビュー団を皮切りに早川雪洲一座、水谷八重子芸術座、森川信一座など数々の劇団を渡り歩いた。
テレビ進出後は温かみのあるキャラクターでお茶の間の人気を得た。
1992年に芸団協から芸能功労者表彰を受ける。
1994年に、東京都杉並区、荻窪病院で、肝臓ガンのため死去。82歳没。
特技は乗馬、東北弁。

## 出演

### 映画
- 仮面の街（1947年、松竹）
- 蟹工船（1953年、独立プロ）
- おトラさん（1957年、東京映画）
- 金語楼の成金王（1958年、新東宝）
- 姉さん女房（1960年、東宝）
- 俺は都会の山男（1961年、新東宝）
- お笑い三人組 泣き虫弱虫かんの虫の巻（1961年、新東宝）
- お笑い三人組 怪しい奴にご用心（1961年、新東宝）
- 漫画横丁 アトミックのおぼん スリますわヨの巻（1961年、東宝）
- 漫画横丁 アトミックのおぼん 女親分対決の巻（1961年、東宝）
- 大笑い次郎長一家 三下二挺拳銃（1962年、東宝）
- 地方記者（1962年、東宝）
- サラリーマン無鉄砲一家（1963年、東宝）
- 恋する年ごろ（1966年、松竹）
- あなた好みの（1969年、大映）
- 男はつらいよ 望郷篇（1970年、松竹）
- サインはV（1970年、NTV / 東宝）
- 愛の戦士レインボーマン 殺人プロフェッショナル（1973年、東宝）
- 大事件だよ全員集合!!（1973年、松竹）
- 三代目襲名（1974年、東映）
- 逃がれの街（1983年、東宝）
- 天国の駅 HEAVEN STATION（1984年、東映）
- CHECKERS IN TAN TAN たぬき（1985年、CX / 東宝）
- みんなあげちゃう（1985年、にっかつ）
- 木村家の人びと（1988年、CX / 日本ヘラルド）
- 夢（1990年、黒澤プロ / 東宝）
- ただひとたびの人（1995年、ブランセカンス / TAKE1）

### テレビドラマ
- あっぱれ有馬氏（1956年、NTV）
- チロリン村とくるみの木（1956年 - 1964年、NHK人形劇） - ドロガメ・カメキチの声
- お笑い三人組（1956年 - 1966年、NHK） - まんぷくホール主人
- 戦国群盗伝（1964年、CX / 東北新社） - 梵天
- テレビ指定席 / 駅（1965年、NHK）
- 七人の刑事 第2シリーズ（TBS）
  - 第252話「現場遺留品」（1966年）
  - 第256話「私刑」（1966年）
  - 第323話「タンタロスの水」（1968年）
- 快獣ブースカ（NTV / 東宝 / 円谷プロ）
  - 第5話「ブースカの名ガイド」（1966年） - 一発斉天々
  - 第35話「銀河へ行こう!」（1967年） - 織姫の父
- 三匹の侍（CX）
  - 第4シリーズ 第11話「小仏峠まかり通る」（1966年） - 頭取
  - 第5シリーズ 第9話「鶴之助参る」（1967年） - 宿の亭主
- 特別機動捜査隊（NET / 東映）
  - 第272話「夜を売る男」（1967年）
  - 第451話「雨の中の慕情」（1970年）
  - 第506話「銭に生きる女」（1971年）
  - 第580話「刑事はつらいよ」（1972年）
- 昔三九郎 第5話（1968年、NTV）
- ウルトラセブン 第23話「明日を捜せ」（1968年、TBS / 円谷プロ） - 安井与太郎
- 風 第27話「群狼の町」（1968年、TBS / 松竹）
- 怪奇大作戦 第1話「壁ぬけ男」（1968年、TBS / 円谷プロ） - 富士野天才（手品師）
- オレと彼女（1968年、TBS）
- バンパイヤ 第14話「立ち上れトッペイ」（1969年、CX / 虫プロ商事） - バンパイヤ委員
- サインはV（1969年 - 1970年、TBS / 東宝） - 源さん
- ハレンチ学園 第2話「家庭訪問の巻」（1970年、東京12チャンネル） - 十兵衛の祖父
- 大河ドラマ（NHK）
  - 樅ノ木は残った（1970年）
  - 黄金の日日 第17話「乱世独歩」（1978年） - 番頭
- 燃えよ剣 第22話「流離の日」、第23話「沖田総司」（1970年、NET） - 植木屋平五郎
- 鬼平犯科帳（NET / 東宝）
  - 第1シリーズ 第25話「男の毒」（1970年） - 藤兵衛
  - 第1シリーズ 第33話「鬼坊主の花」（1970年） - にせ医者
  - 第1シリーズ 第59話「おっ母ァ、すまねえ」（1970年） - 茶店の親爺
  - 第2シリーズ 第14話「平松屋おみつ」（1972年） - 徳之助
- 遠山の金さん捕物帳（NET / 東映）
  - 第17話「目にやきついた男」（1970年） - 孫十
  - 第74話「江戸をかっ払う男」（1971年） - 七兵エ
- 恋愛術入門 第11話「幼なじみ」（1970年12月27日、TBS / 国際放映） - 寮の管理人
- 大忠臣蔵 第24話「見えざる魔手」（1971年、NET / 三船プロ） - 善兵衛
- 一心太助（1971年、CX） - 五兵衛
- プレイガール（12ch / 東映）
  - 第150話「女のあらくれ」（1972年） - 矢口
  - 第174話「怪談 あの世から来た三度笠」（1972年）
  - 第248話「女の腹芸」（1973年）
- 気になる嫁さん 第28話「ヒヨコと同情」（1972年、NTV / ユニオン映画） - 高野
- 緊急指令10-4・10-10 第1話「狂った植物怪獣」（1972年、NET / 円谷プロ） - 島田
- ママはライバル 第1話「ママとは認めません」（1972年、TBS / 大映テレビ） - 神父
- 大江戸捜査網（12ch / 三船プロ）
  - 第86話「いのち捧げます」（1972年） - 越後屋
  - 第92話「図々しい男」（1972年） - 三太夫
  - 第116話「必殺牢の闘い」（1973年） - ひさごの主人
  - 第203話「無残!! 父と娘の詩」（1975年） - 医者
  - 第390話「腰抜け侍怒りの封印刀」（1979年） - 清兵衛
  - 第424話「長屋を襲う二万坪の陰謀」（1979年） - 源造
  - 第510話「女飛脚は殺しの標的」（1981年） - 近江屋
- 荒野の素浪人（NET / 三船プロ）
  - 第1シリーズ 第46話「妖花 峡谷の黒水晶」（1972年）
  - 第2シリーズ（1974年）
    - 第8話「野良犬無残」
    - 第28話「異人武士道」
- 太陽にほえろ!（NTV / 東宝）
  - 第20話「そして、愛は終った」（1972年） - 黒木病院医師
  - 第50話「俺の故郷は東京だ!」（1973年） - 「宝亭」店主
  - 第129話「今日も街に陽が昇る」（1975年） - 松崎豊作
  - 第154話「自首」（1975年） - 拾い屋の鉄
  - 第169話「グローブをはめろ!」（1975年） - 公園の主
  - 第213話「正当防衛」（1976年） - 寿福寺の住職
  - 第444話「ドック刑事のシアワセな日」（1981年） - 西條外科の老患者
  - 第554話「シルバー・シート」（1983年） - 三沢
  - 第676話「地図にない道」（1985年） - 居酒屋店主
- 必殺仕掛人 第23話「おんな殺し」（1973年、ABC / 松竹） - 善四郎
- 愛の戦士レインボーマン（1972年、NET / 東宝） - 松前源吉
  - 第14話「恐怖のM作戦」 - 第16話「殺人プロ ガルマの復讐」
  - 第18話「星っ子大変化」
  - 第21話「電流人間をやっつけろ!」
- 走れ!ケー100（1973年、TBS / C.A.L） - 伊賀山紋太の父
  - 第1話「汽笛一声、青い空（鹿児島の巻）」
  - 第26話「めざすは沖縄出発進行!（夕張の巻）」
- 子連れ狼 第一部 第4話「一石橋」（1973年、NTV / ユニオン映画）
- パパと呼ばないで 第35話「とんだ情操教育」（1973年、NTV / ユニオン映画） - 部長
- ぶらり信兵衛 道場破り（1973年 - 1974年、CX / 東映） - 平七
- 編笠十兵衛（1974年 - 1975年、CX / 東映） - 伝造
- 破れ傘刀舟悪人狩り（NET）
  - 第3話「八州狼狩り」（1974年） - 親爺
  - 第20話「天保御鷹秘録」（1975年）
  - 第93話「大江戸の黒い霧」（1976年） - 源八
  - 第126話「逢初橋の女」（1977年） - 利兵衛
- 日本沈没 第5話「いま、島が沈む」（1974年、NTV / 東宝） - 島民
- 俺たちの勲章 第4話「刑事くずれ」（1975年、NTV / 東宝） - タレコミ屋（船長）
- 十手無用 九丁堀事件帖（1975年 - 1976年、NTV / 東映） - 菊造
- 江戸の旋風シリーズ（CX / 東宝）
  - 同心部屋御用帳 江戸の旋風II 第9話「夜烏を追え!」（1976年)
  - 同心部屋御用帳 江戸の旋風（第3シリーズ）第11話「嘘と真実の間」（1977年）
  - 同心部屋御用帳 新・江戸の旋風 第11話「八丁堀慕情」（1980年） - 茂助
- 隠し目付参上 第11話「天一坊がまた出たか!?」（1976年、MBS / 三船プロ） - 法海
- 超神ビビューン 第3話「砂に消えた? 呪いのハイウェイ」（1976年、NET / 東映） - 住職
- 人魚亭異聞 無法街の素浪人 第15話「愛と死のバラード」（1976年、NET / 三船プロ） - 弥助
- 水戸黄門 第7部 第18話「盗まれた印籠 -山形-」（1976年9月20日、TBS / C.A.L） - 薬屋のおやじ
- Gメン'75（TBS / 東映）
  - 第80話「暗闇の密室殺人」（1976年） - 田沢幸作
  - 第125話「ウソ発見機」（1977年） - 焼鳥屋屋台の親父
  - 第158話「警官だけを殺せ!」（1978年） - 焼鳥屋の親父
  - 第182話「赤ちゃん盗難事件」（1978年） - 芙蓉荘管理人
  - 第189話「危機一髪! お年玉爆弾カメラ」（1979年） - おでん屋
  - 第299話「青い目の人形バラバラ殺人事件」（1981年） - 医師
  - 第316話「赤い千円札で煙草を買う男」（1981年） - 煙草屋主人
- 金曜劇場 / 前略おふくろ様 第2シリーズ（NTV / 渡辺企画） - アパートの管理人
  - 第4話（1976年）
  - 第10話（1976年）
  - 第16話（1977年）
  - 第20話（1977年）
- 刑事くん 第4部 第26話「海の青さは明日の色」（1976年、TBS / 東映）
- 新・二人の事件簿 暁に駆ける 第20話「わる学生・完全な遊戯」（1976年、ABC）
- ぐるぐるメダマン 第25話「メダマンはサンタクロース」（1976年、12ch / 東映） - 玩具店主人
- 5年3組魔法組 第12話「魔法か科学かヤキトリ作り大競争」（1977年、NET / 東映） - 「鳥幸」の爺さん
- 特捜最前線（ANB / 東映）
  - 第11話「傷だらけの兄弟愛」（1977年）
  - 第191話「ジングルベルを聴く婦警!」（1980年）
  - 第207話「雨傘殺人事件!」（1981年）
  - 第227話「警視庁を煙にまく男!」（1981年）
  - 第286話「川崎から来た女!」（1982年）
  - 第302話「始発電車にあった死体!」（1983年）
  - 第322話「にっぽん縦断泥棒日記!」（1983年）
  - 第391話「遺留品ナンバー4号の謎!」（1984年）
  - 第478話「浅草偽装心中・姉を殺した女スリ!?」（1986年）
  - 第495話「女子大生就職内定殺人事件!」（1986年）
- 俺たちの朝 第29話「ドン底生活と芝居と大馬鹿野郎」（1977年、NTV / 東宝） - 森岡運送所長
- 遠山の金さん 杉良太郎版 第91話「初恋に散った女」（1977年、NET/東映）-寺子屋の先生
- 土曜ドラマ / 松本清張シリーズ・最後の自画像（1977年、NHK） - 柴崎用務員
- 浮浪雲（1978年、ANB / 石原プロ） - ひさごの親爺
- 桃太郎侍 第76話「魚屋おちか出世噺」（1978年、NTV / 東映） - 吉田金兵ヱ
- 宇宙の勇者スターウルフ 第22話「灼熱地獄 地底人を救え!」（1978年、YTV / 円谷プロ） - 依頼主
- 西遊記  第12話「御三家妖怪 追放作戦」（1978年、NTV / 国際放映)-老奇
- スパイダーマン 第40話「さらばゼロ戦の謎」（1979年、12ch / 東映） - 小原
- 日本名作怪談劇場 第1話「怪談累ヶ淵」（1979年、12ch）
- 江戸の激斗（1979年、CX / 東宝）
  - 第2話「闇にひそむ牙」
  - 第21話「日蔭の花を救え」 - 徳庵
- 土曜グランド劇場（NTV）
  - 熱中時代（ユニオン映画）
    - 刑事編（1979年） - 池田政次郎
      - 第9話「新婚刑事 三度のピンチ」
      - 第15話「紫色の熱中刑事」
      - 第16話「ミッキーをだました男」
      - 第21話「熱中刑事タヌキ狩り」

    - 先生編 第2シリーズ 第26話「サギ師と裸の王様」（1981年） - 白井

  - あんちゃん（1982年 - 1983年、ユニオン映画） - 仙造
  - 天まであがれ! パート2 第12話（1983年、ユニオン映画） - ラーメン屋台店主
  - 事件記者チャボ!（1983年 - 1984年） - 川上音吉
  - 新・熱中時代宣言（1986年） - 日和新三郎
- コメットさん 第56話「ふるさと恋し七夕祭り」（1979年）
- 俺はあばれはっちゃく 第27話、第47話（1979年 - 1980年、ANB / 国際放映） - 神主
- 日本名作怪談劇場 第1話「怪談 累ヶ淵」（1979年、12ch）- 三右ヱ門
- ぼくら野球探偵団 第12話「ドクター赤マント 恐怖の大手術」（1980年、12ch / 円谷プロ） - 柳川鍋造
- 噂の刑事トミーとマツ （TBS / 大映テレビ）
  - 第1シリーズ 第22話「変身の秘密 PART-2」（1980年） - 三田（空手師範）
  - 第2シリーズ 第9話「行けゆけ! 忍者トミコちゃん」（1982年） - 街のホームレス
- ザ・スーパーガール 第51話「時限爆弾・タイムリミット1分前」（1980年、12ch）
- 旅がらす事件帖 第4話「俺もお前もはぐれ鳥」（1980年、KTV  / 国際放映） - 福助
- 爆走!ドーベルマン刑事（1980年、ANB / 東映）
- 時代劇スペシャル（CX）
  - 二人の武蔵（1981年）
  - 仇討選手（1981年）
  - 素浪人罷り通る（三船プロ）
    - 第2弾「暁の死闘」（1982年） - 親爺
    - 第5弾「涙に消えた三日極楽」（1983年）
- 火曜サスペンス劇場（NTV）
  - 球形の荒野（1981年、三船プロ）
  - 炎の恐怖（1985年、渡辺企画） - 五助
  - 女検事・霞夕子 第2作「白い影」（1986年、NTV）
- 鬼平犯科帳 第3シリーズ 第5話「浅草・御厩河岸」（1982年、ANB / 東宝） - 卯三郎
- 水曜時代劇 / 御宿かわせみ 第2シリーズ 第12話「迷子石」（1983年、NHK） - 源七
- 北の国から'83冬（1983年、CX）
- 波の盆（1983年、NTV）
- ザ・サスペンス / 生きていた男（1984年、TBS）
- 流れ星佐吉 第25話「川がつけた大決着」（1984年、KTV / 松竹）
- 私鉄沿線97分署 第5話「ご近所だからデスマッチ」（1984年、ANB / 国際放映） - 栗田勘兵衛
- 土曜ワイド劇場（ANB）
  - 森村誠一の孤独の密葬（1985年）
  - 白衣の複合殺人（1987年）
  - タクシードライバーの推理日誌 第1作「殺人化粧の女」（1992年、ANB） - 福原富三郎
- 遠山の金さんII 第14話「魔の砂丘・越後三味線の女IV」（1986年、ANB / 東映）
- 木曜ドラマストリート / 払い戻した恋人（1985年、CX）
- 長七郎江戸日記 第1シリーズ 第100話「牛さんの縁談」（1986年、NTV / ユニオン映画） - 与兵衛
- 松本清張サスペンス・隠花の飾り / 記念に…（1986年5月5日、KTV） - 良二の父親
- ふたたびの街（1986年8月6日、NHK） - 松川さん
- 金曜女のドラマスペシャル / 完璧すぎたアリバイ（1986年、CX）
- 花王 愛の劇場 / さよならママ（1987年、TBS）
- 若大将天下ご免! 第24話「初恋探し上州路!」（1987年、ANB / 東映） - 茂平
- ハングマンGOGO 第7話「罠におちて原宿宝石店襲撃!」（1987年、ABC /松竹芸能） - 千花屋主人
- 三匹が斬る! 第4話「赤トンボ、花嫁行列通りゃんせ」（1987年、ANB）
- ザ・ドラマチックナイト / 海の入り日（1988年、CX）
- 連続テレビ小説 / 君の名は（1991年、NHK）
- 世にも奇妙な物語 第2シリーズ 「大蒜」（1991年、CX）
- 月曜ドラマスペシャル（TBS）
  - おやじのヒゲ 第10作（1991年）
  - 新・株式会社徳川家康（1992年）
  - 浅見光彦シリーズ 第1作「高千穂伝説殺人事件」（1994年） - 伊東三郎
- ドラマ30 / 命の旅路（1992年12月 - 1993年1月、MBS）
- 日本名作ドラマ / 雁（1993年、TX）